# Le Christ bénissant (Raphaël)
Pour les articles homonymes, voir Le Christ bénissant.
Le Christ bénissant   (en italien : Cristo benedicente) est une peinture religieuse de Raphaël. Le tableau est actuellement exposé à la Pinacothèque Tosio Martinengo à Brescia.

## Histoire
En 1821, le comte Tosio de Brescia acheta le tableau à la famille Mosca de Pesaro, avec deux autres tableaux. Cavalcaselle le reconnut comme une œuvre de Raphaël en le datant du début de la période florentine du peintre (1504). Les évidentes influences léonardesques ont permis d'établir sa datation dans une période plus avancée (1506).

## Thème
Le Christ bénissant est une figure de l'iconographie christique traditionnelle : Jésus, de face, en pied ou en buste, lève la main droite avec deux doigts levés, en signe de bénédiction à destination des protagonistes présents ou plus généralement au monde.

## Description et style
Le tableau représente Jésus Christ, debout, limité au buste, en position bénissante. Il est torse nu, un voile rouge passant de sa taille à son épaule.
Dans le peu d'arrière-plans, occultés par la présence du Christ, un paysage typiquement ombrien, constitué de collines, se perd dans le lointain.
La posture de Jésus met en évidence les stigmates de la Passion sur les mains et le flanc droit avec la couronne d'épines sur la tête.
Des légères corrections des contours ainsi que quelques traces de dessin préliminaires sur les ongles sont visibles.

## Analyse
La légère  torsion du buste et la tête légèrement penchée témoignent de la maturité expressive atteinte par l'artiste.
L'expression du visage, composé et digne, rappelle le style de Léonard de Vinci.

## Sources
- (it) Cet article est partiellement ou en totalité issu de l’article de Wikipédia en italien intitulé « Cristo benedicente (Raffaello) » (voir la liste des auteurs).
- Voir liens externes